# Centre européen pour la construction de lanceurs d'engins spatiaux

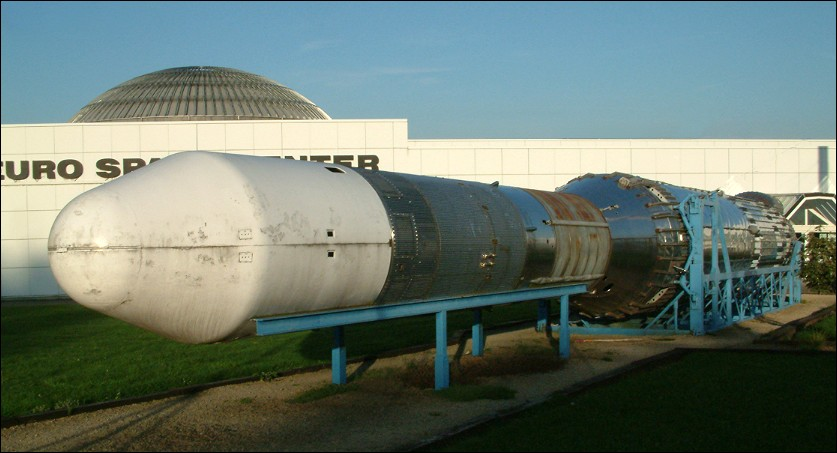
Europa II

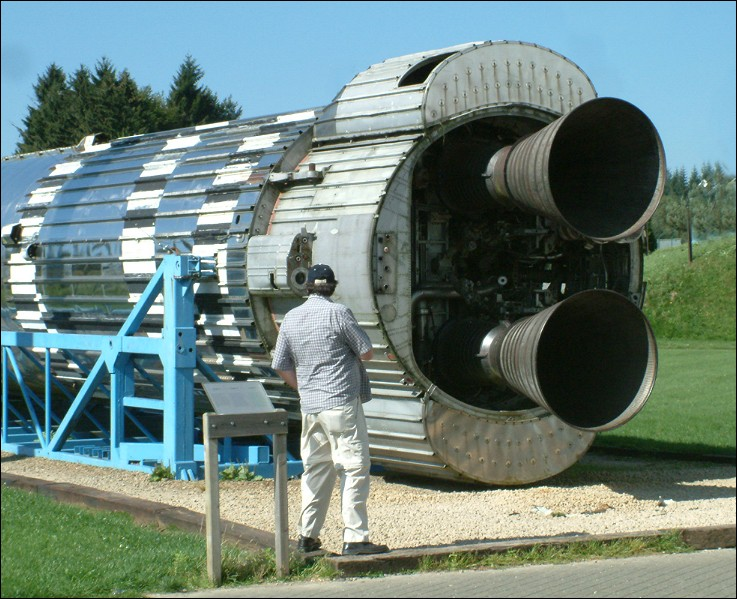
Blue Streak, Rolls-RoyceRZ-12

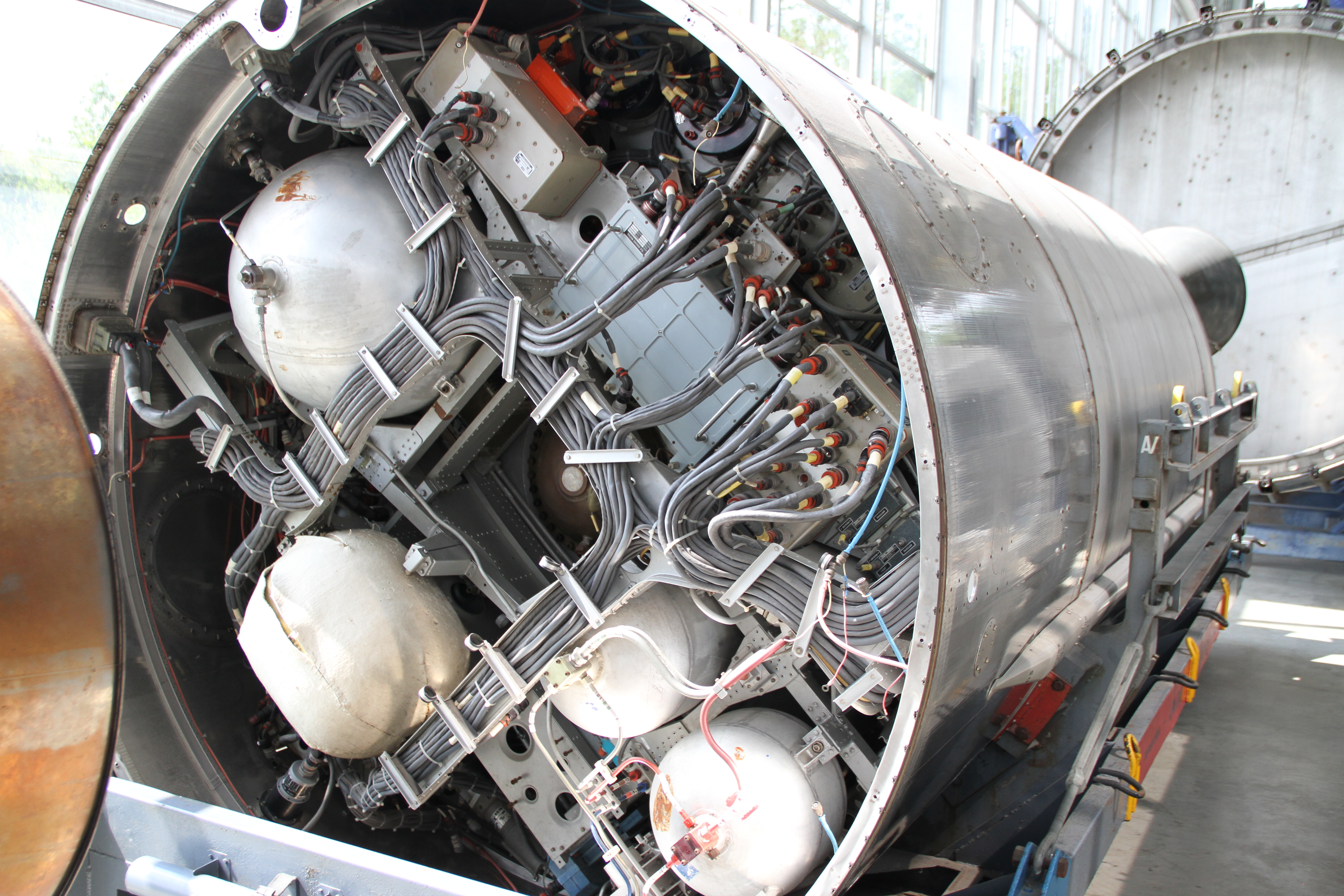
Coralie

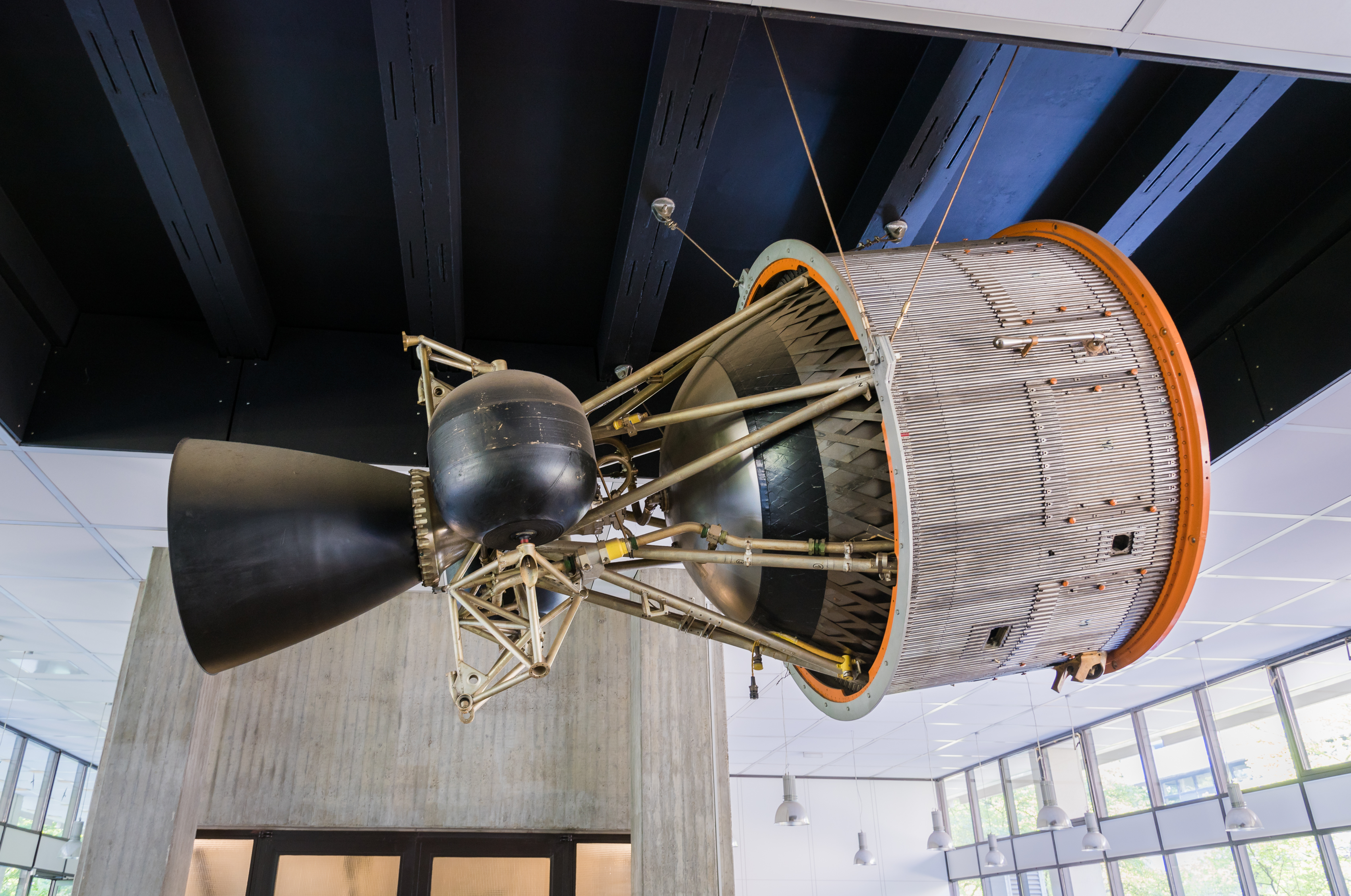
Astris

Le Centre européen pour la construction de lanceurs d'engins spatiaux ou CECLES également connu par son acronyme en anglais ELDO, (European Launcher Development Organisation) est une organisation européenne créée en 1963 pour mettre au point un lanceur européen. Le développement du lanceur Europa est arrêté fin 1971 après une série d'échecs et le rôle du CECLES est repris en 1975 par l'Agence spatiale européenne.

## Contexte
En avril 1960, le gouvernement britannique arrête son programme de développement de missile balistique Blue Streak. Son développement était presque terminé. À l'époque la communauté scientifique européenne souhaitait disposer d'un lanceur pour mettre en orbite des satellites scientifiques et appelait de ses vœux une solution européenne. Afin d'amortir le coût du développement de son missile la Grande-Bretagne proposa aux autres pays européens de développer le lanceur à partir du missile. Après des négociations qui ont lieu à compter de janvier 1961, la Belgique, le Royaume-Uni, la France, l'Allemagne, l'Italie et les Pays-Bas, ainsi que l'Australie en tant que membre associé, décident en novembre 1963 de créer le Centre européen pour la construction de lanceurs d'engins spatiaux  ou  CECLES pour développer un lanceur. Celui-ci baptisé Europa comporte trois étages et est conçu pour pouvoir placer un satellite d'une tonne en orbite terrestre basse. Le premier étage était constitué du Blue Streak, le deuxième était fourni par la France et le troisième par l'Allemagne. L'Italie doit construire un satellite expérimental, les Pays-Bas une station de télémétrie et la Belgique une station de guidage radio.

## Fonctionnement (1964-1973)
Le développement du lanceur Europa prend du retard et les lancements du lanceur complet sont tous des échecs. Le Royaume-Uni et l'Italie décident de se désengager du programme. En cours de développement le cahier des charges du lanceur est modifié pour permettre le lancement des satellites de télécommunications en orbite géostationnaire, satellites de 200 kg pour Europa-2 puis 500 kg pour Europa-3. Le premier lancement en novembre 1971 de cette nouvelle version, baptisée Europa 2 est un échec. Tous les travaux sont arrêtés. Europa-3 ne verra jamais le jour, malgré une base de lancement dédiée Europa à Kourou au Centre Spatial Guyanais.

## Reprise par l'Agence spatiale européenne
Après une décennie de fonctionnement, les deux institutions spatiales européennes, l'ESRO et l'ELDO, sont considérées comme inadaptées. Un nouveau cadre de coopération est décidé en juillet 1973. L'Agence spatiale européenne reprend en 1975 les activités de l'ELDO et de l'ESRO. Cette nouvelle institution développera la fusée Ariane.